# Operation Amsterdam
Operation Amsterdam är en brittisk krigsfilm från 1959 i regi av Michael McCarthy.
Filmen bygger på David E. Walkers roman Adventure in Diamonds.

## Handling
En brittisk agent reser till det tyskockuperade Nederländerna för att övertyga diamanthandlarna i Amsterdam att överlämna sina lager till britterna.

## Rollista i urval
- Peter Finch - Jan Smit
- Eva Bartok - Anna
- Tony Britton - major Dillon
- Alexander Knox - Walter Keyser
- Malcolm Keen - Johan Smit
- Petra Davies - Menschi
- Alfred Burke - Johans assistent
- John Le Mesurier - överste Janssen
- John Horsley - kommendör Bowerman